# Petalifera ramosa
Petalifera ramosa är en snäckart som beskrevs av Baba 1959. Petalifera ramosa ingår i släktet Petalifera och familjen Notarchidae. Inga underarter finns listade i Catalogue of Life.